# Caneggio
Caneggio  är en ort i kommunen Breggia i kantonen Ticino, Schweiz. 
Caneggio var tidigare en självständig kommun, men 25 oktober 2009 blev Caneggio en del av nybildade kommunen Breggia.